# Арлінд Аєті
Арлінд Аєті (алб. Arlind Ajeti, нар. 25 вересня 1993, Базель) — швейцарський і албанський футболіст, захисник італійського клубу «Торіно» і національної збірної Албанії.
Чотириразовий чемпіон Швейцарії у складі «Базеля».

## Клубна кар'єра
Народився 1993 року у швейцарському Базелі. Займався футоболом в академіях місцевих клубі «Конкордія» і «Базель». З 2010 року почав залучатися до складу молодіжної команди «Базеля», що грала у третьому за силою швейцарському дивізіоні. 2012 року провів свою першу гру за його основну команду. Протягом наступних трьох років так й не зміг стати основним гравцем «Базеля». Влітку 2015 року його контракт із клубом завершився і Аєті залишив його на правах вільного агента.
24 листопада 2015 року уклав контракт до кінця сезону з новачком італійської Серії A «Фрозіноне».
Влітку 2016 року контракт з «Фрозіноне» закінчився і гравець на правах вільного агента приєднався до «Торіно», з яким уклав угоду на три роки.

## Виступи за збірні
2009 року дебютував у складі юнацької збірної Швейцарії, взяв участь у 22 іграх на юнацькому рівні, відзначившись одним забитим голом.
Протягом 2011–2014 років залучався до складу молодіжної збірної Швейцарії. На молодіжному рівні зіграв у 14 офіційних матчах, забив 2 голи.
На дорослому рівні вирішив захищати кольори своєї історичної батьківщини і наприкінці 2014 року дебютував в офіційних матчах у складі національної збірної Албанії. Наразі провів у формі головної команди країни 7 матчів.
| Дата       | Місто      | Господарі | Результат | Гості      | Турнір            | Голи | Примітки |
| ---------- | ---------- | --------- | --------- | ---------- | ----------------- | ---- | -------- |
| 14-11-2014 | Ренн       | Франція   | 1 – 1     | Албанія    | товариський матч  | -    | 69'      |
| 18-11-2014 | Генуя      | Італія    | 1 – 0     | Албанія    | товариський матч  | -    | 74'      |
| 13-6-2015  | Ельбасан   | Албанія   | 1 – 0     | Франція    | товариський матч  | -    |          |
| 4-9-2015   | Копенгаген | Данія     | 0 – 0     | Албанія    | Відбір до ЧЄ 2016 | -    | 75'      |
| 7-9-2015   | Ельбасан   | Албанія   | 0 – 1     | Португалія | Відбір до ЧЄ 2016 | -    |          |
| 13-11-2015 | Приштина   | Косово    | 2 – 2     | Албанія    | товариський матч  | -    | 63'      |
| 16-11-2015 | Тирана     | Албанія   | 2 – 2     | Грузія     | товариський матч  | -    | 22'      |
| Усього     |            | Матчів    | 7         |            | Голів             | 0    |          |

## Титули і досягнення
- Чемпіон Швейцарії (4):

«Базель»:  2011–12, 2012–13, 2013–14, 2014–15